# Prinz Pi/Diskografie
Diese Diskografie ist eine Übersicht über die musikalischen Werke des deutschen Rappers Prinz Pi und seines Pseudonyms Prinz Porno. Seine erfolgreichste Veröffentlichung ist die Single 1,40m, die für mehr als 200.000 verkaufte Einheiten in Deutschland eine Goldene Schallplatte erhielt.

## Alben

### Studioalben
| Jahr | Titel Musiklabel                                          | Höchstplatzierung, Gesamtwochen, AuszeichnungChartplatzierungen (Jahr, Titel, Musiklabel, Platzierungen, Wochen, Auszeichnungen, Anmerkungen) | Höchstplatzierung, Gesamtwochen, AuszeichnungChartplatzierungen (Jahr, Titel, Musiklabel, Platzierungen, Wochen, Auszeichnungen, Anmerkungen) | Höchstplatzierung, Gesamtwochen, AuszeichnungChartplatzierungen (Jahr, Titel, Musiklabel, Platzierungen, Wochen, Auszeichnungen, Anmerkungen) | Anmerkungen                                              |
| Jahr | Titel Musiklabel                                          | DE | AT | CH | Anmerkungen                                              |
| ---- | --------------------------------------------------------- | --- | --- | --- | -------------------------------------------------------- |
| 1998 | Porno privat Mikrokosmos (Mikrokosmos)                    | — | — | — | Erstveröffentlichung: 1998 als Prinz Porno               |
| 2001 | Radiumreaktion Royal Bunker (RB)                          | — | — | — | Erstveröffentlichung: 2001 als Prinz Porno               |
| 2003 | BlackbookCD #2 – Jung, schön & stylisch Royal Bunker (RB) | — | — | — | Erstveröffentlichung: 27. Januar 2003 als Prinz Porno    |
| 2005 | Teenage Mutant Horror Show Buckwheats Music (GA)          | — | — | — | Erstveröffentlichung: 2. Mai 2005 als Prinz Porno        |
| 2005 | Zeit ist Geld No Peanuts (GA)                             | — | — | — | Erstveröffentlichung: 22. August 2005 als Prinz Porno    |
| 2006 | !DonnerwetteR! No Peanuts (GA)                            | DE56 (1 Wo.)DE | — | — | Erstveröffentlichung: 22. September 2006                 |
| 2007 | Das Prinz IP Prinz Pi Volume 1 No Peanuts (GA)            | — | — | — | Erstveröffentlichung: 9. Februar 2007 inklusive DVD      |
| 2008 | Neopunk No Peanuts (UMG)                                  | DE50 (1 Wo.)DE | — | — | Erstveröffentlichung: 24. Oktober 2008                   |
| 2009 | Teenage Mutant Horror Show 2 Keine Liebe Records (GA)     | DE45 (2 Wo.)DE | — | CH96 (1 Wo.)CH | Erstveröffentlichung: 3. September 2009                  |
| 2011 | Rebell ohne Grund Keine Liebe Records (GA)                | DE9 (3 Wo.)DE | AT44 (1 Wo.)AT | CH29 (2 Wo.)CH | Erstveröffentlichung: 28. Januar 2011                    |
| 2011 | Hallo Musik Keine Liebe Records (GA)                      | DE38 (1 Wo.)DE | — | — | Erstveröffentlichung: 9. Dezember 2011 Akustik-Album     |
| 2013 | Kompass ohne Norden Keine Liebe Records (GA)              | DE1 Gold · (19 Wo.)DE | AT4 (4 Wo.)AT | CH5 (4 Wo.)CH | Erstveröffentlichung: 12. April 2013 Verkäufe: + 100.000 |
| 2015 | pp=mc² Keine Liebe Records (GA)                           | DE1 (4 Wo.)DE | AT10 (2 Wo.)AT | CH12 (2 Wo.)CH | Erstveröffentlichung: 9. Januar 2015 als Prinz Porno     |
| 2016 | Im Westen nix Neues Keine Liebe Records (GA)              | DE1 (8 Wo.)DE | AT5 (2 Wo.)AT | CH5 (5 Wo.)CH | Erstveröffentlichung: 5. Februar 2016                    |
| 2017 | Nichts war umsonst Keine Liebe Records (GA)               | DE2 (4 Wo.)DE | AT9 (2 Wo.)AT | CH13 (2 Wo.)CH | Erstveröffentlichung: 3. November 2017                   |
| 2020 | Wahre Legenden Keine Liebe Berlin Records (GA)            | DE3 (2 Wo.)DE | AT18 (1 Wo.)AT | CH7 (2 Wo.)CH | Erstveröffentlichung: 14. Februar 2020                   |
| 2020 | Mit Abstand Keine Liebe Berlin Records (GA)               | DE6 (1 Wo.)DE | AT42 (1 Wo.)AT | CH20 (1 Wo.)CH | Erstveröffentlichung: 14. Februar 2020 als Prinz Porno   |
| 2023 | ADHS Keine Liebe Records (GA)                             | DE4 (3 Wo.)DE | AT12 (1 Wo.)AT | CH14 (1 Wo.)CH | Erstveröffentlichung: 3. Februar 2023                    |
| 2025 | West-Berlin Keine Liebe Records (GA)                      | DE11 (1 Wo.)DE | — | CH71 (1 Wo.)CH | Erstveröffentlichung: 16. Mai 2025                       |

### Kollaboalben
| Jahr | Titel Musiklabel                     | Anmerkungen                                                             |
| ---- | ------------------------------------ | ----------------------------------------------------------------------- |
| 2000 | Die einzige Alternative Selbstverlag | Erstveröffentlichung: 2000 Prinz Porno & Mix Rasta als Soziale Kontakte |
| 2000 | Flüssig Brot Selbstverlag            | Erstveröffentlichung: 2000 Prinz Porno & Smexer als ProMolle MC’s       |
| 2003 | Panzerplatte Royal Bunker (RB)       | Erstveröffentlichung: 2003 Prinz Porno & Kobra als PanzDominanz         |
| 2004 | 1. Liga Buckwheats Music (GA)        | Erstveröffentlichung: 6. Dezember 2004 Prinz Porno & Separate           |

### Livealben
| Jahr | Titel Musiklabel                                                       | Höchstplatzierung, Gesamtwochen, AuszeichnungChartplatzierungen (Jahr, Titel, Musiklabel, Platzierungen, Wochen, Auszeichnungen, Anmerkungen) | Höchstplatzierung, Gesamtwochen, AuszeichnungChartplatzierungen (Jahr, Titel, Musiklabel, Platzierungen, Wochen, Auszeichnungen, Anmerkungen) | Höchstplatzierung, Gesamtwochen, AuszeichnungChartplatzierungen (Jahr, Titel, Musiklabel, Platzierungen, Wochen, Auszeichnungen, Anmerkungen) | Anmerkungen                                                    |
| Jahr | Titel Musiklabel                                                       | DE | AT | CH | Anmerkungen                                                    |
| ---- | ---------------------------------------------------------------------- | --- | --- | --- | -------------------------------------------------------------- |
| 2014 | Kompass ohne Norden Live: Auf Kurs nach Hause Keine Liebe Records (GA) | DE*DE | AT*AT | — | Erstveröffentlichung: 16. Mai 2014 * siehe Kompass ohne Norden |

### Kompilationen
| Jahr | Titel Musiklabel                                  | Anmerkungen                                             |
| ---- | ------------------------------------------------- | ------------------------------------------------------- |
| 2005 | Geschriebene Geschichte 1998–2005 No Peanuts (GA) | Erstveröffentlichung: 18. November 2005 als Prinz Porno |

### Remixalben
| Jahr | Titel Musiklabel        | Höchstplatzierung, Gesamtwochen, AuszeichnungChartplatzierungen (Jahr, Titel, Musiklabel, Platzierungen, Wochen, Auszeichnungen, Anmerkungen) | Höchstplatzierung, Gesamtwochen, AuszeichnungChartplatzierungen (Jahr, Titel, Musiklabel, Platzierungen, Wochen, Auszeichnungen, Anmerkungen) | Höchstplatzierung, Gesamtwochen, AuszeichnungChartplatzierungen (Jahr, Titel, Musiklabel, Platzierungen, Wochen, Auszeichnungen, Anmerkungen) | Anmerkungen                           |
| Jahr | Titel Musiklabel        | DE | AT | CH | Anmerkungen                           |
| ---- | ----------------------- | --- | --- | --- | ------------------------------------- |
| 2007 | Zeitlos No Peanuts (GA) | DE96 (1 Wo.)DE | — | — | Erstveröffentlichung: 10. August 2007 |

### EPs
| Jahr | Titel Musiklabel                       | Anmerkungen                                           |
| ---- | -------------------------------------- | ----------------------------------------------------- |
| 2001 | Radium No Peanuts (GA)                 | Erstveröffentlichung: 2001 als Prinz Porno            |
| 2002 | Picknick Royal Bunker (RB)             | Erstveröffentlichung: 19. August 2002 als Prinz Porno |
| 2006 | Instinkt No Peanuts (GA)               | Erstveröffentlichung: 4. August 2006                  |
| 2010 | Illuminati EP Keine Liebe Records (GA) | Erstveröffentlichung: 23. März 2010                   |
| 2024 | Polaris EP Keine Liebe Records (GA)    | Erstveröffentlichung: 16. Februar 2024                |

## Singles

### Als Leadmusiker
| Jahr | Titel Album                                       | Höchstplatzierung, Gesamtwochen, AuszeichnungChartplatzierungen (Jahr, Titel, Album, Platzierungen, Wochen, Auszeichnungen, Anmerkungen) | Höchstplatzierung, Gesamtwochen, AuszeichnungChartplatzierungen (Jahr, Titel, Album, Platzierungen, Wochen, Auszeichnungen, Anmerkungen) | Höchstplatzierung, Gesamtwochen, AuszeichnungChartplatzierungen (Jahr, Titel, Album, Platzierungen, Wochen, Auszeichnungen, Anmerkungen) | Anmerkungen                                                                        |
| Jahr | Titel Album                                       | DE | AT | CH | Anmerkungen                                                                        |
| --- | ------------------------------------------------- | --- | --- | --- | ---------------------------------------------------------------------------------- |
| 2008 | Gib dem Affen Zucker Neopunk                      | DE97 (1 Wo.)DE | — | — | Erstveröffentlichung: 24. Oktober 2008                                             |
| 2009 | 2030 Neopunk                                      | — | — | — | Erstveröffentlichung: 9. Januar 2009                                               |
| 2011 | Du bist Rebell ohne Grund                         | DE88 (1 Wo.)DE | — | — | Erstveröffentlichung: 14. Januar 2011                                              |
| 2011 | Königin von Kreuzberg Rebell ohne Grund           | — | — | — | Erstveröffentlichung: 17. Juni 2011                                                |
| 2012 | Unser Platz Kompass ohne Norden                   | DE54 (1 Wo.)DE | — | — | Erstveröffentlichung: 28. Dezember 2012                                            |
| 2013 | 100X Kompass ohne Norden                          | DE50 (1 Wo.)DE | — | — | Erstveröffentlichung: 1. März 2013 feat. Casper                                    |
| 2013 | Glück Kompass ohne Norden                         | DE68 (1 Wo.)DE | — | — | Erstveröffentlichung: 29. März 2013                                                |
| 2013 | Kompass ohne Norden                               | DE82 (2 Wo.)DE | — | — | Erstveröffentlichung: 12. April 2013                                               |
| 2013 | Fähnchen im Wind Kompass ohne Norden              | — | — | — | Erstveröffentlichung: 16. August 2013                                              |
| 2015 | Weiße Tapete / Minimum Im Westen nix Neues        | — | — | — | Erstveröffentlichung: 9. Oktober 2015                                              |
| 2015 | Im Westen nix Neues / Tochter Im Westen nix Neues | — | — | — | Erstveröffentlichung: 13. November 2015                                            |
| 2016 | 1,40m Im Westen nix Neues                         | DE24 Gold · (15 Wo.)DE | AT74 (1 Wo.)AT | — | Erstveröffentlichung: 8. Januar 2016 Verkäufe: + 200.000; feat. Philipp Dittberner |
| 2017 | Für immer und immer Nichts war umsonst            | DE94 (1 Wo.)DE | — | — | Erstveröffentlichung: 28. Juli 2017                                                |
| 2017 | Hellrot Nichts war umsonst                        | DE82 (1 Wo.)DE | — | — | Erstveröffentlichung: 4. August 2017 feat. Bosse                                   |
| 2017 | Nichts war umsonst                                | — | — | — | Erstveröffentlichung: 11. August 2017                                              |
| 2017 | Letzte Liebe Nichts war umsonst                   | DE43 (10 Wo.)DE | — | — | Erstveröffentlichung: 22. September 2017                                           |
| 2019 | Messer –                                          | — | — | — | Erstveröffentlichung: 12. März 2019 mit Bosse feat. Capital Bra                    |
| 2019 | Heimweg Wahre Legenden                            | — | — | — | Erstveröffentlichung: 4. Oktober 2019                                              |
| 2019 | Immer nur zu dir Wahre Legenden                   | — | — | — | Erstveröffentlichung: 1. November 2019 feat. Nessi                                 |
| 2022 | 1995 ADHS                                         | — | — | — | Erstveröffentlichung: 2. September 2022                                            |
| 2022 | Kleine Stiche ADHS                                | — | — | — | Erstveröffentlichung: 14. Oktober 2022 feat. Wavvyboi & Edo Saiya                  |
| 2022 | Zu viel ADHS                                      | — | — | — | Erstveröffentlichung: 2. Dezember 2022                                             |
| 2024 | Dumm Pt.2 Polaris EP                              | — | — | — | Erstveröffentlichung: 19. Januar 2024                                              |
| 2024 | Vor der Zeit Polaris EP                           | — | — | — | Erstveröffentlichung: 2. Februar 2024                                              |
| 2024 | Teufelsberg West-Berlin                           | — | — | — | Erstveröffentlichung: 22. November 2024                                            |
| 2024 | Ohne dich West-Berlin                             | — | — | — | Erstveröffentlichung: 6. Dezember 2024                                             |
| 2025 | 030 West-Berlin                                   | — | — | — | Erstveröffentlichung: 31. Januar 2025                                              |
| 2025 | Viktoriapark West-Berlin                          | — | — | — | Erstveröffentlichung: 28. März 2025 feat. Dag SDP                                  |
| 2025 | Verlorene Jungs West-Berlin                       | — | — | — | Erstveröffentlichung: 2. Mai 2025                                                  |
| Folgende Lieder erschienen nicht als Single, wurden aber durch das Album zum Download und Streaming bereitgestellt und konnten somit eine Platzierung erlangen: |                                                   | | | |                                                                                    |
| |                                                   | | | |                                                                                    |
| 2017 | Das Original Nichts war umsonst                   | DE59 (1 Wo.)DE | — | — | Charteinstieg: 10. November 2017 feat. Mark Forster                                |

### Als Gastmusiker
| Jahr | Titel Album                            | Höchstplatzierung, Gesamtwochen, AuszeichnungChartplatzierungen (Jahr, Titel, Album, Platzierungen, Wochen, Auszeichnungen, Anmerkungen) | Höchstplatzierung, Gesamtwochen, AuszeichnungChartplatzierungen (Jahr, Titel, Album, Platzierungen, Wochen, Auszeichnungen, Anmerkungen) | Höchstplatzierung, Gesamtwochen, AuszeichnungChartplatzierungen (Jahr, Titel, Album, Platzierungen, Wochen, Auszeichnungen, Anmerkungen) | Anmerkungen                                                                     |
| Jahr | Titel Album                            | DE | AT | CH | Anmerkungen                                                                     |
| ---- | -------------------------------------- | --- | --- | --- | ------------------------------------------------------------------------------- |
| 2013 | Aschenflug Lieder                      | DE18 (6 Wo.)DE | AT33 (3 Wo.)AT | CH41 (1 Wo.)CH | Erstveröffentlichung: 1. November 2013 Adel Tawil feat. Prinz Pi & Sido         |
| 2017 | Verdammt lang her Großstadtdschungel   | — | — | — | Erstveröffentlichung: 16. Juni 2017 Olli Banjo feat. Prinz Pi                   |
| 2021 | Mehr als die anderen Fucksleep Forever | — | — | — | Erstveröffentlichung: 5. November 2021 Sierra Kidd feat. Prinz Pi & Theo Junior |
| 2022 | Täler Most Wanted 6                    | — | — | — | Erstveröffentlichung: 7. Oktober 2022 Preussisch Gangstar feat. Prinz Pi        |
| 2024 | Nehm noch ein Zug Most Wanted 7        | — | — | — | Erstveröffentlichung: 8. November 2024 Preussisch Gangstar feat. Prinz Pi       |

## Sonderveröffentlichungen
Heftbeigaben
- 2005: Ohne Pee (feat. Abroo) (Juice-CD #52)
- 2006: Roter September (Juice-CD #67)
- 2007: Totentanz (Juice-CD #75)
- 2007: Newschool Ikonen (feat. Eko Fresh) (Juice-CD #78)
- 2008: Gimme More (feat. Fid-Q) (Juice-CD #84)
- 2008: Laufpass (mit Casper) (Juice-CD #88)
- 2008: Alleine (Juice-CD #91)
- 2008: Hurra! (feat. E-Rich, Biztram, Affenboss, Casper, Plan B und Maeckes) (Juice-CD #93)
- 2009: Hydra (Juice-CD #100)
- 2011: Achse des Schönen (Juice #135)
- 2013: 100X (Juice-CD #115)
- 2013: Ein Atze kommt selten allein (mit Frauenarzt, Manny Marc, Fler, Smoky, Vapeilas, Major McFly, Kid Millennium, MC Bogy, Medizin Mann, MC Basstard, Blokkmonsta, King Orgasmus One, Serk, She-Raw und DJ Reckless) (Juice-CD #115)
- 2013: Sneakerking 3 (für Abonnenten des Magazins Sneaker Freaker)
- 2014: Keine Liebe (mit eRRdeKa & Olson) (Juice #161)
- 2015: Innenseite eines Aussenseiters (Juice #172)

## Statistik

### Chartauswertung
|                     | DE     | AT    | CH     |
| ------------------- | ------ | ----- | ------ |
| Nummer-eins-Alben   | DE3DE  | AT—AT | CH—CH  |
| Top-10-Alben        | DE8DE  | AT4AT | CH3CH  |
| Alben in den Charts | DE14DE | AT8AT | CH10CH |

|                       | DE     | AT    | CH    |
| --------------------- | ------ | ----- | ----- |
| Nummer-eins-Singles   | DE—DE  | AT—AT | CH—CH |
| Top-10-Singles        | DE—DE  | AT—AT | CH—CH |
| Singles in den Charts | DE12DE | AT2AT | CH1CH |

### Auszeichnungen für Musikverkäufe
Anmerkung: Auszeichnungen in Ländern aus den Charttabellen bzw. Chartboxen sind in ebendiesen zu finden.
| Land/RegionAuszeichnungen für Musikverkäufe (Land/Region, Auszeichnungen, Verkäufe, Quellen) | Gold     | Platin | Verkäufe | Quellen           |
| -------------------------------------------------------------------------------------------- | -------- | ------ | -------- | ----------------- |
| Deutschland (BVMI)                                                                           | 2× Gold2 | —      | 300.000  | musikindustrie.de |
| Insgesamt                                                                                    | 2× Gold2 | —      |          |                   |